# Sulodeksyd
Sulodeksyd (łac. Sulodexidum) jest glikozaminoglikanem należącym do grupy farmakoterapeutycznej "leki przeciwzakrzepowe, heparyna i pochodne, sulodeksyd" 
Sulodeksyd wykazuje silne właściwości przeciwzakrzepowe zarówno w obrębie naczyń tętniczych, jak i żylnych.

## Mechanizm działania
Wiele badań klinicznych, w których sulodeksyd podawany był zarówno doustnie jak i pozajelitowo, wykazało, że jego przeciwzakrzepowe działanie związane jest z zależnym od dawki hamowaniem niektórych czynników krzepnięcia krwi, przede wszystkim aktywowanego czynnika X (Xa). Mniejszy wpływ sulodeksydu na trombinę (IIa) pozwala zwykle na uniknięcie skutków działania przeciwkrzepliwego.
Działanie przeciwzakrzepowe wzmacniane jest przez hamowanie adhezji płytek krwi oraz pobudzanie układu fibrynolitycznego.
Sulodeksyd normalizuje również parametry lepkości krwi, które u pacjentów z zaburzeniami naczyniowymi oraz z ryzykiem zakrzepicy są zwykle zmienione (mechanizm tego działania związany jest głównie ze zmniejszaniem stężenia fibrynogenu).
Sulodeksyd, aktywując lipazę lipoproteinową, normalizuje również stężenie lipidów.
W badaniach klinicznych wykazano, że podanie produktu nie wywiera działania przeciwkrzepliwego.

## Właściwości farmakokinetyczne
Sulodeksyd wchłania się na całej długości przewodu pokarmowego, co wykazano u szczurów w oparciu o farmakodynamiczne działanie leku znakowanego fluoresceiną podawanego doustnie, dodwunastniczo, dojelitowo i doodbytniczo. U szczurów i królików, którym sulodeksyd podawano wymienionymi drogami, wykazano korelację między działaniem a dawką i czasem podania. Znakowany sulodeksyd jest gromadzony początkowo w komórkach jelitowych, a następnie uwalniany do krążenia ogólnoustrojowego. Stężenie znakowanej substancji w mózgu, nerkach, sercu, płucach, jądrach i surowicy znacząco zwiększa się w miarę upływu czasu. 
Badania przeprowadzone u ludzi, którym sulodeksyd podawano domięśniowo i dożylnie, wykazały liniowy charakter zależności działania farmakologicznego od dawki.
Sulodeksyd metabolizowany jest przede wszystkim w wątrobie, a wydalany głównie przez nerki. Badanie absorpcji po podaniu doustnym u człowieka z zastosowaniem znakowanego produktu wykazało pierwszy szczyt stężenia leku we krwi po 2 godzinach, a drugi między 4 a 6 godziną od podania. W okresie od 6 do 12 godziny od podania sulodeksyd nie jest wykrywany w osoczu. Ponownie pojawia się po 12 godzinach od podania i na stałym poziomie utrzymuje się przez około 48 godzin – ponowne pojawienie się leku we krwi jest prawdopodobnie związane z powolnym uwalnianiem leku z narządów, przez które jest wychwytywany (zwłaszcza przez śródbłonek naczyń). 
W badaniu przeprowadzony z użyciem sulodeksydu znakowanego radioizotopem wykazano, że 55,23% podanej dawki wydalane jest wraz z moczem w ciągu 96 godzin od podania. Eliminacja osiąga pierwszy szczyt po 12 godzinach (przy średniej zawartości w moczu w ciągu pierwszych 24 godzin od podania wynoszącej 17,6%), drugi po około 36 godzinach (przy eliminacji w przedziale od 24 do 48 godzin od podania wynoszącej 22%), a trzeci po około 78 godzinach (przy eliminacji w przedziale od 48 do 96 godzin od podania wynoszącej 14,9%). Po 96 godzinach od podania w moczu nie wykrywa się już znakowanego sulodeksydu. 
W ciągu pierwszych 48 godzin od podania w kale wykrywa się 23% podanej dawki znakowanego sulodeksydu – po tym czasie nie stwierdza się już leku w kale.

## Wskazania do stosowania
Choroby naczyń z ryzykiem wystąpienia zakrzepicy.

## Działania niepożądane
Bardzo często (dotyczy 1 lub więcej pacjentów na 10); często (dotyczy 1 do 10 pacjentów na 100); niezbyt często (dotyczy 1 do 10 pacjentów na 1000); rzadko (dotyczy 1 do 10 pacjentów na 10 000); bardzo rzadko (dotyczy mniej niż 1 pacjenta na 10 000).
często: zawroty głowy, ból w nadbrzuszu, biegunka, ból żołądka, nudności wysypka;
niezbyt często: uczucie dyskomfortu w obrębie jamy brzusznej, dyspepsja, wzdęcia, wymioty, ból w miejscu podania, krwiak w miejscu podania (w przypadku produktu przeznaczonego do wstrzyknięć), ból głowy; wyprysk, rumień, pokrzywka.
bardzo rzadko: krwawienie w obrębie żołądka, obrzęki obwodowe, utrata przytomności, kołatanie serca, zaburzenia widzenia, ból w obrębie klatki piersiowej, bóle, drgawki, drżenia, derealizacja, zwężenie ujścia z pęcherza moczowego, zaburzenia w oddawaniu moczu, krwioplucie, świąd, plamica, uogólniony rumień, nagłe zaczerwienienie twarzy, uczucie pieczenia w miejscu podania.

## Przeciwwskazania i środki ostrożności
Lek jest przeciwwskazany u osób z nadwrażliwością na substancję czynną lub na którąkolwiek substancję pomocniczą, heparynę lub leki heparynopodobne, przyjmujących heparynę lub doustne antykoagulanty oraz u osób ze skazą krwotoczną i chorobami przebiegającymi z krwawieniami.
Podczas jednoczesnego podawania innych leków przeciwzakrzepowych niezbędna jest regularna kontrola parametrów krzepnięcia krwi. Brak jest danych klinicznych dotyczących stosowania sulodeksydu w czasie ciąży. Badania na zwierzętach nie wykazują bezpośredniego lub pośredniego szkodliwego wpływu na przebieg ciąży, rozwój zarodka/płodu, przebieg porodu lub rozwój pourodzeniowy, ale nie zaleca się stosowania leku u kobiet w ciąży i w okresie karmienia piersią.